# Czasznik modrozielony

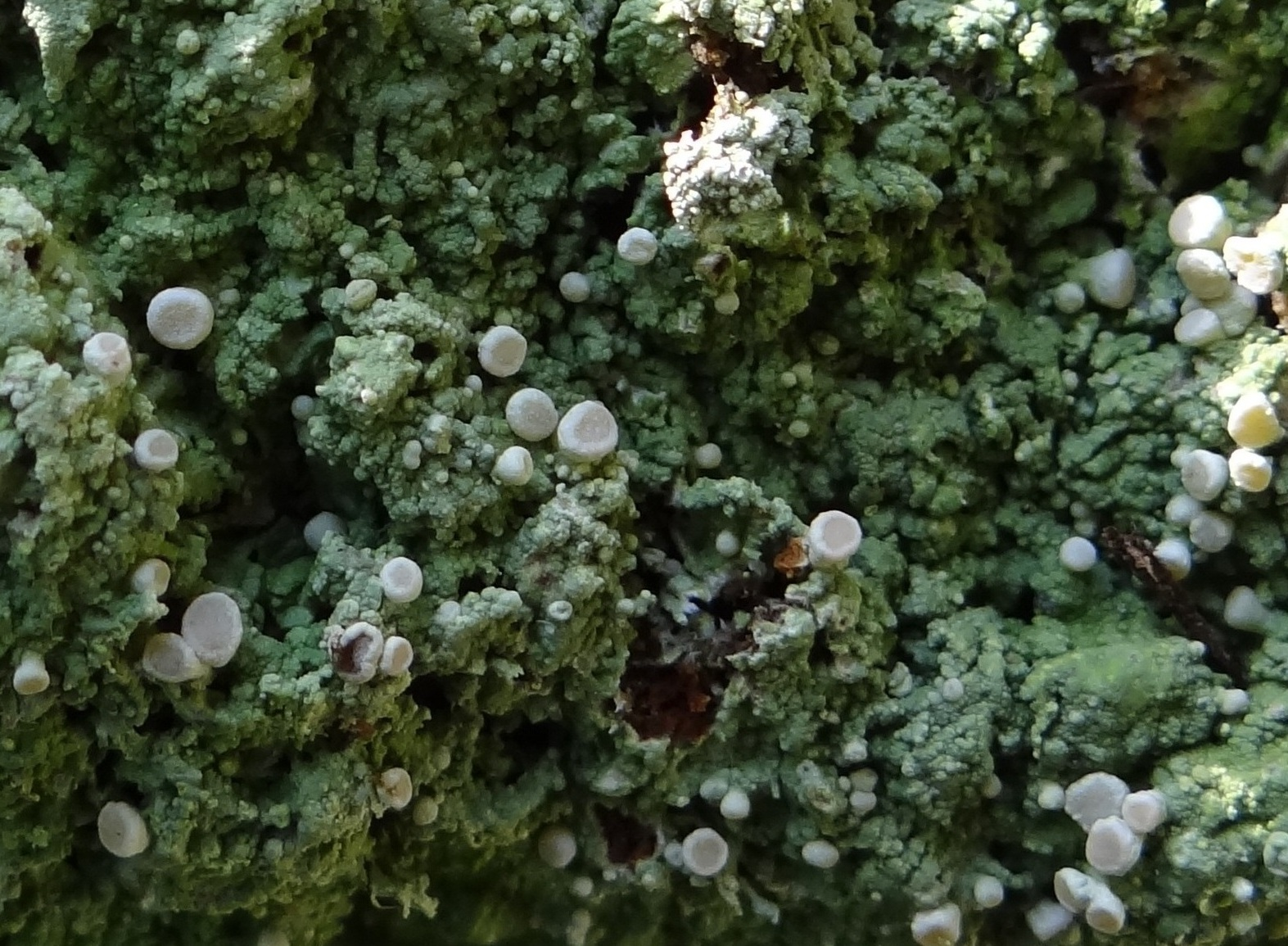
Czasznik modrozielony na próchnicznej glebie

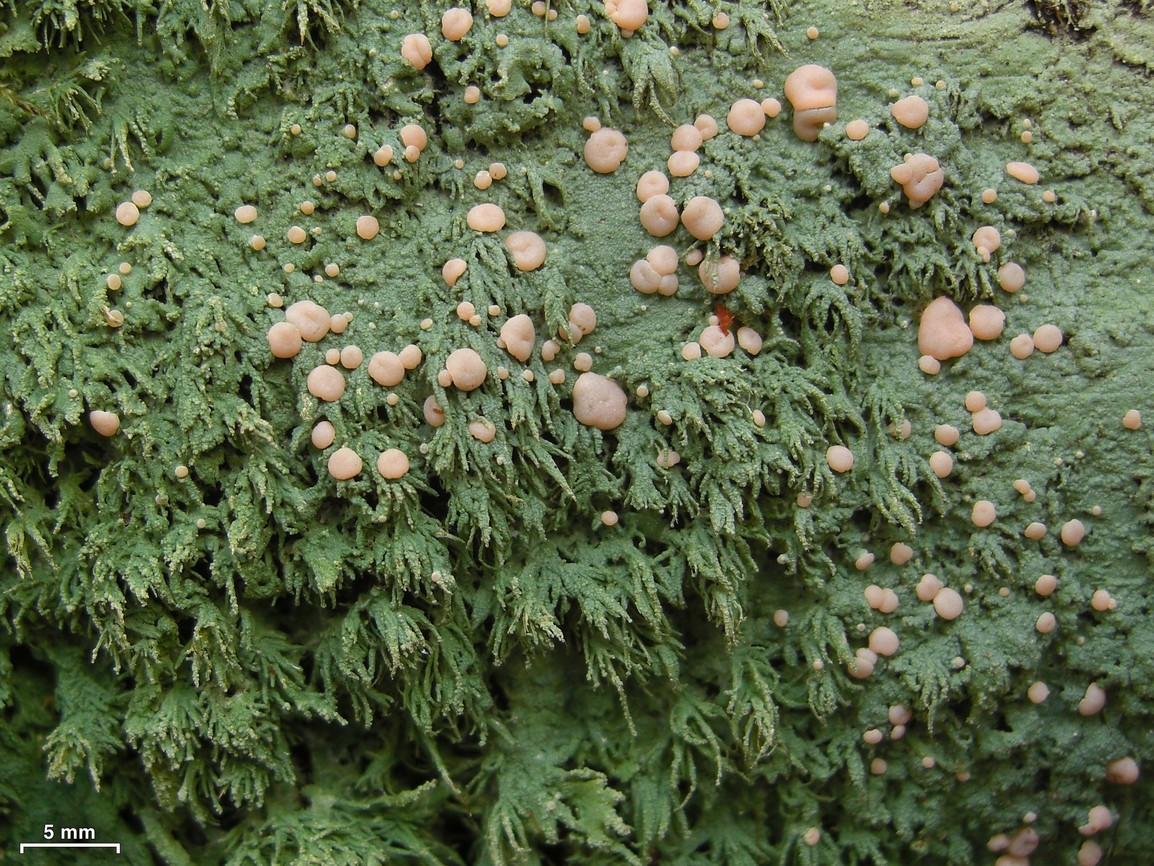
Czasznik modrozielony na mchach

Czasznik modrozielony (Icmadophila ericetorum  (L.) Zahlbr. – gatunek grzybów należący do rodziny czasznikowatych (Icmadophilaceae). Ze względu na współżycie z glonami zaliczany jest do porostów.

## Systematyka i nazewnictwo
Pozycja w klasyfikacji według Index Fungorum: Icmadophila, Icmadophilaceae, Pertusariales, Ostropomycetidae, Lecanoromycetes, Pezizomycotina, Ascomycota, Fungi.
Po raz pierwszy gatunek ten zdiagnozowany został w 1753 r. przez Karola Linneusza jako Lichen ericetorum, do rodzaju Icmadophila przeniósł go Alexander Zahlbruckner w 1895 r.
Nazwa polska według Krytycznej listy porostów i grzybów naporostowych Polski.

## Morfologia
Tworzy przylegającą do podłoża skorupiastą plechę o grubości do 0,6 mm, średnicy do 10(20) cm i barwie od białoszarej do szarozielonej. Ma ziarenkowatą lub gładką powierzchnię, może ona być jednolita, pomarszczona lub popękana. W plesze tej znajdują się zielenice z rodzaju Coccomyxa, ponadto w cefalodiach występują sinice.
Na plesze wyrastają siedzące, lub na bardzo krótkich trzoneczkach lecideowe apotecja o średnicy 1–4 mm. Mają różowawą lub cielistoczerwonawą tarczkę i cienki, jaśniejszy od niej brzeżek (ekscypulum), który w starszych owocnikach stopniowo zanika. Hymenium ma grubość 140–150 μm i jest bezbarwne, lub nieco brunatne. W jednym worku powstaje po 6–8 wrzecionowatego kształtu, bezbarwnych askospor. Zbudowane są z 2–4 komórek i mają rozmiar 15–25 × 4–6 μm oraz poprzeczne przegrody o grubości 1–2 μm.
Metabolity wtórne: m.in. kwas tamnoliowy.

## Występowanie
Na półkuli północnej gatunek szeroko rozprzestrzeniony, na półkuli południowej znacznie rzadszy; podano jego występowanie tylko w Australii, Nowej Zelandii i jednym państwie w środkowozachodniej Afryce. W Polsce w górach jest dość częsty, na niżu znacznie rzadszy. Rośnie w zacienionych i wilgotnych miejscach na próchniejącym drewnie, próchnicznej i torfiastej glebie oraz na obumarłych resztkach mchów i roślin.
W Polsce znajduje się na Czerwonej liście roślin i grzybów Polski. Ma status EN – gatunek wymierający. W Polsce podlega ścisłej ochronie gatunkowej.